# Königliche Villa Hosterwitz

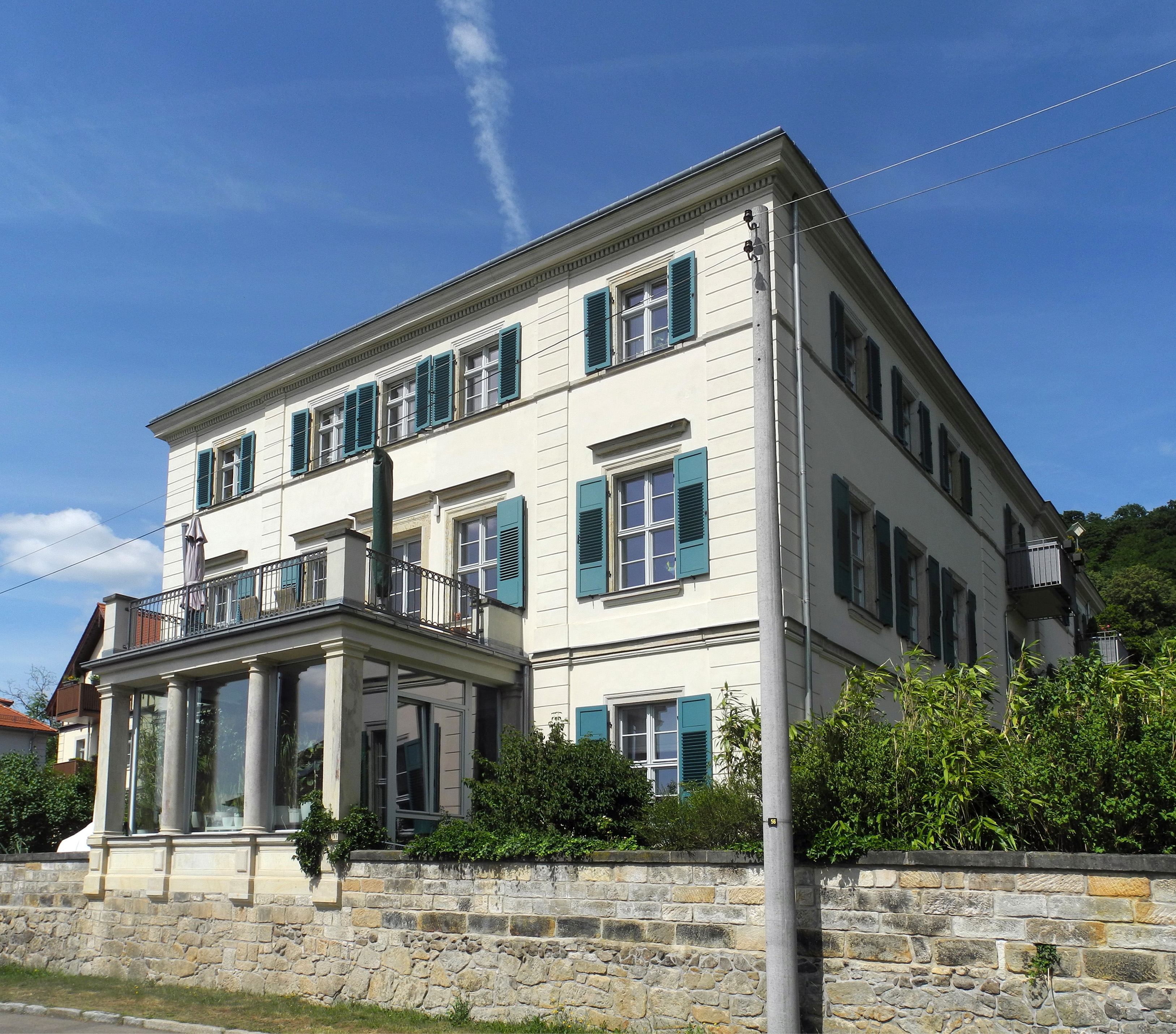
Die Königliche Villa Hosterwitz

Die Königliche Villa Hosterwitz ist eine Villa in Dresden im Stadtteil Hosterwitz, Dresdner Straße 149, die unter Denkmalschutz (ID-Nr. 09211109) steht.

## Geschichte
In den Jahren 1836/37 ließ Frau Auguste Concordia verw. Pappritz auf ehemaligem Weinbergs- und Feldland in Hosterwitz ein Landhaus mit zwei Nebengebäuden errichten. Der Generaldirektor der  Königlich-sächsischen musikalischen Kapelle und des Dresdner Hoftheaters, Wolf Adolf August von Lüttichau (1786–1863), kaufte 1844 das Anwesen und ließ das Landhaus umbauen und nutzte es ab 1846 als Sommerwohnsitz. Nach dessen Tod verkauften die Erben 1864 das Grundstück an Prinz Georg von Sachsen, Herzog von Sachsen, der es mit seiner Familie und den sechs Kindern als Sommerwohnsitz nutzte. Nach dem Tode des Vaters bewohnte die Tochter Mathilde, Prinzessin von Sachsen (1863–1933), die Villa bis zu ihrem Tod. In den Jahren 1938/39 wurden Villa und Nebengebäude zu Wohnhäusern umgebaut und vermietet.

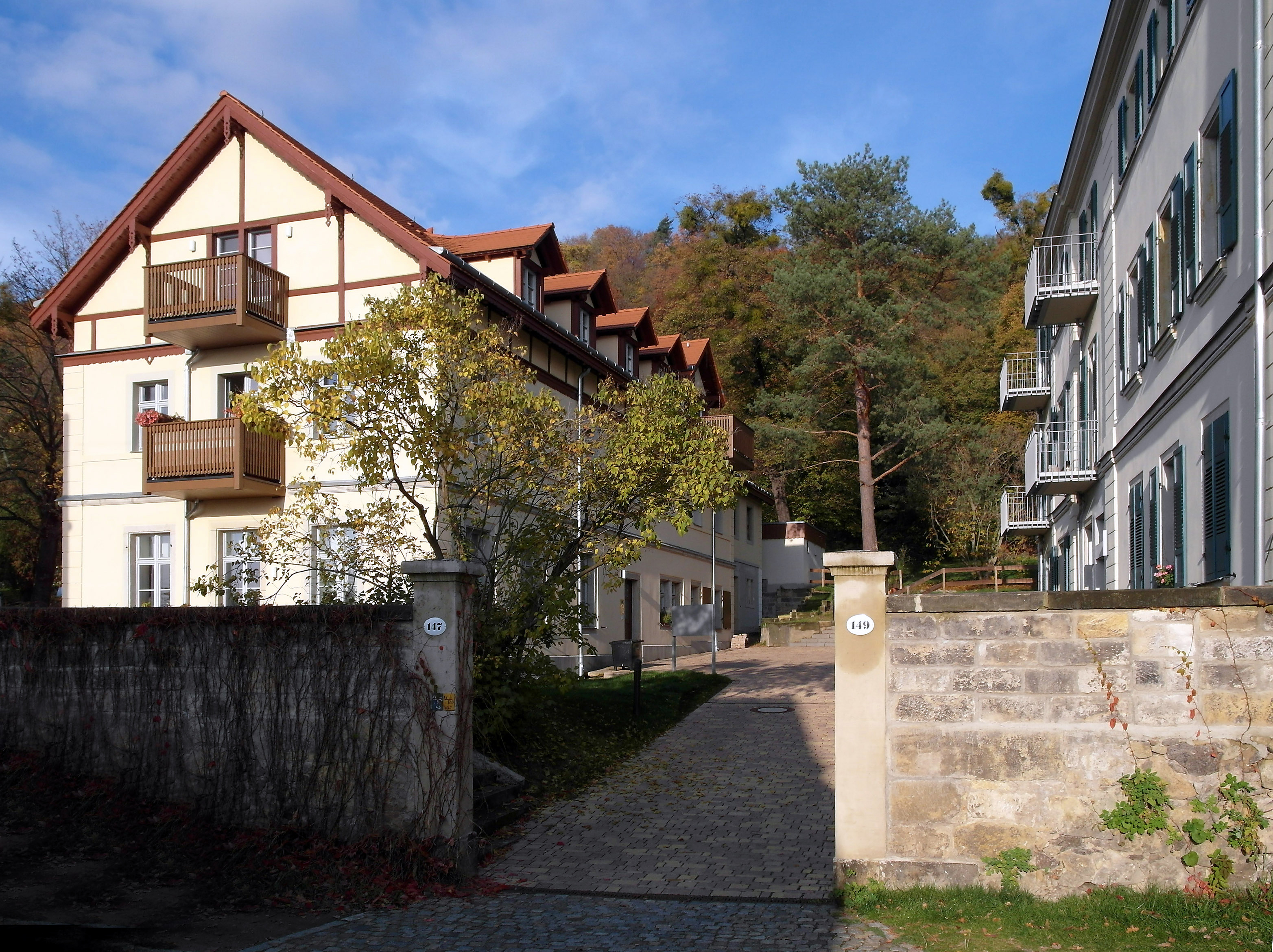
Ehem. Wirtschaftsgebäude Nr. 147

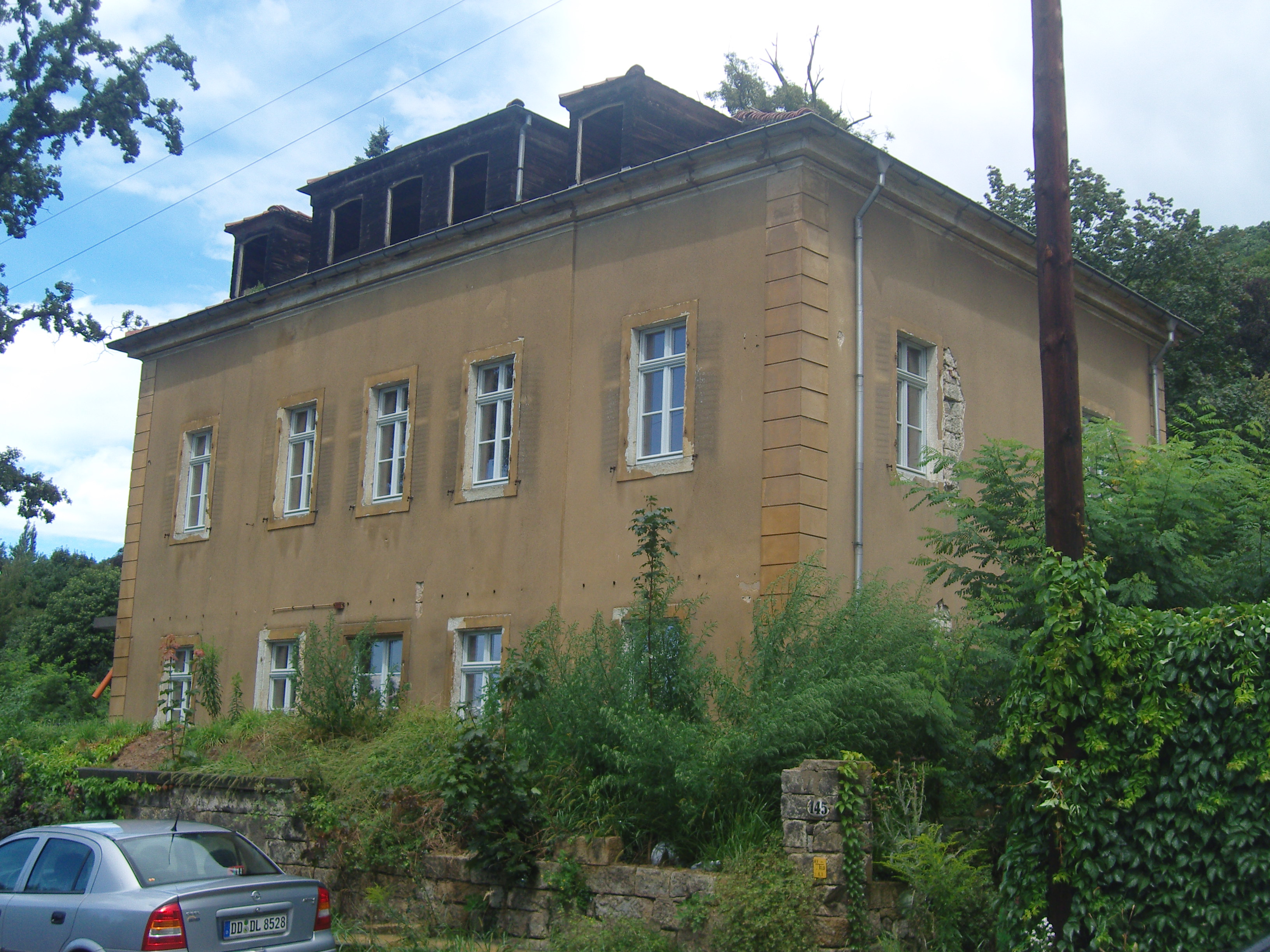
Ehem. Nebengebäude Nr. 145

Ab 1945 wurden hier Umsiedler und Ausgebombte untergebracht, insgesamt 22 Familien. Im Jahr 1947 erfolgte die Enteignung und Übernahme durch die Gemeinde Hosterwitz, nach der Eingemeindung ab 1950 durch die Stadt Dresden. Im Jahr 2010 wurden die Gebäude privatisiert und saniert.

## Bauten
Die zweigeschossige Villa von 1836/1844 mit Mezzanin und flachem Walmdach präsentiert sich als charakteristischer klassizistischer Bau. Die Putzfassade ist mit Ecknutung und Lisenen, Gurt- und Brüstungsgesims sowie einem Zahnschnittfries verziert. An der Südseite befindet sich eine Veranda mit darüber liegendem Balkon. Im Innern ist ein Lichthof mit umlaufenden Gängen angeordnet, von denen die einzelnen Räume zu erreichen sind. Die gesamte Anlage mit Einfriedung ist baugeschichtlich bedeutend, für das Ortsbild prägend, aber auch von landesgeschichtlicher Bedeutung. 
Neben der eigentlichen Villa befinden sich westlich das ehemalige Wirtschaftsgebäude und ein Nebengebäude. Das Wirtschaftsgebäude mit Satteldach (Nr. 147) beherbergte die Küche und war Wohnsitz des Hofgärtners. Es wurde 1893 als zweigeschossiges Gebäude mit Drempel und Fachwerk-Ziergiebel im Schweizerstil neu errichtet. Das zweigeschossige Nebengebäude (Nr. 145) mit schlichter Fassade und Walmdach wurde im Jahr 1865 erbaut, hier wohnten Angehörige des Hofes.
Ein weiteres Gebäude, das im Schweizerstil errichtet worden war und das ab 1871 dem Hofrat Carl Friedrich Marks gehört hatte, wurde nach dessen Tod 1891 von Prinz Georg erworben und danach abgerissen.
Im Jahr 1877 ließ Georg östlich der Villa die katholische Kapelle „Maria am Wege“ im neugotischen Stil errichten, die am 15. August 1878 geweiht wurde. Der Entwurf stammte von Joseph Rokita aus Innsbruck.